# Flo Ware
Florasina Ware (7 de dezembro de 1912 - 1981) foi uma activista norte-americana, apresentadora de rádio e mãe adotiva em Seattle, Washington.
Ware liderou várias campanhas em Seattle para melhorar as condições de vida de crianças, idosos e pobres. Ela pressionou os funcionários das escolas da Área Central para melhorar os programas académicos e, mais tarde, tornou-se uma organizadora do Conselho Escolar da Área Central. Ela pediu atendimento de qualidade para idosos e liderou o programa Meals on Wheels na cidade. Ela também pediu mais apoio ao emprego para os pobres.
Ware estava envolvida com a Foster Parent Association e criou 20 filhos adoptivos na sua casa. De 1968 a 1979 ela apresentou um talk show de rádio na estação KRAB de Seattle. Em 1968 liderou um grupo de cerca de 50 indígenas e negros num comboio de autocarros para Washington, D.C. para apresentar queixas sobre as suas condições de vida; o grupo ficou conhecido como Campanha dos Pobres. Na década de 1970 ela fez parte do Conselho de Oportunidades Iguais do Condado de King e esteve envolvida no Programa de Cidades Modelo.
Em 1982 um parque de Seattle foi nomeado em sua honra.